# Chiesa di Saint-Paul-Saint-Louis
La chiesa dei Santi Paolo e Luigi (in francese: église Saint-Paul-Saint-Louis) è un luogo di culto cattolico di Parigi situato nel quartiere del Marais (IV arrondissement), accessibile dalla stazione della metropolitana di Saint-Paul.

## Storia

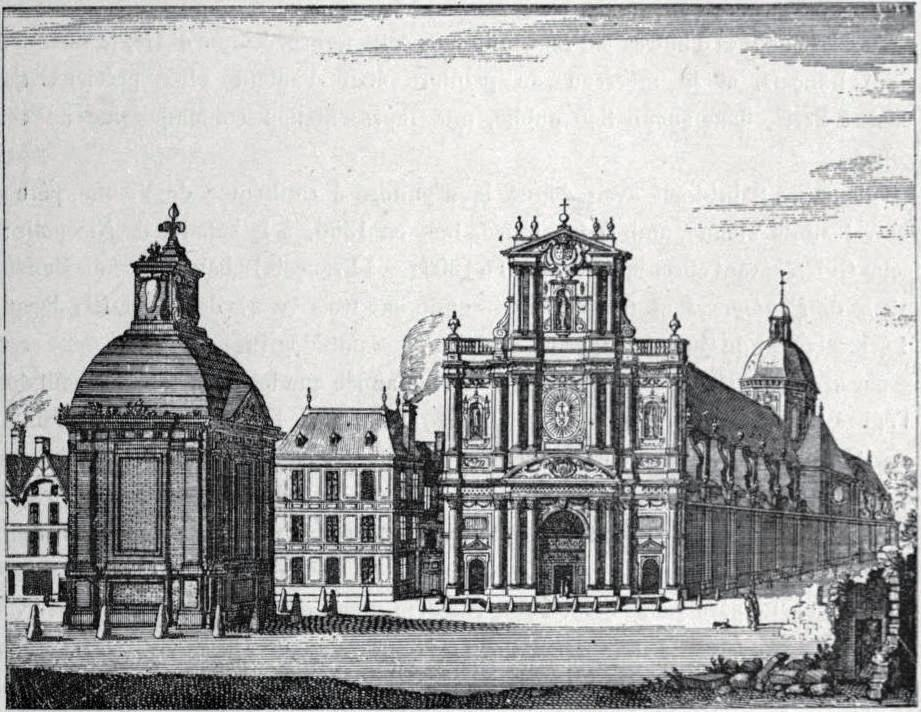
la chiesa da una stampa di Jean Marot, XVII secolo

La chiesa attuale sorge sul luogo di edifici religiosi preesistenti, e venne costruita per i Padri Gesuiti, con l'appoggio de re Luigi XIII, il quale vi pose la prima pietra.
L'edificio venne eretto tra il 1627 e il 1641 su progetto dell'architetto lionese Étienne Martellange che si ispirò alla Chiesa del Gesù di Roma, mantenendo, tuttavia, un certo verticalismo, riminescenza della forte vocazione architettonica gotica della zona.
La chiesa fu inaugurata il 9 maggio 1641 con una messa officiata dal cardinale Richelieu, il quale aveva donato anche le tre porte bronzee della facciata, e da allora la chiesa divenne una delle più importanti del quartiere e della città, dove spesso si esibivamo prestigiosi organisti e i predicatori si dilungavano in eloquenti prediche.

## Descrizione

### Architettura

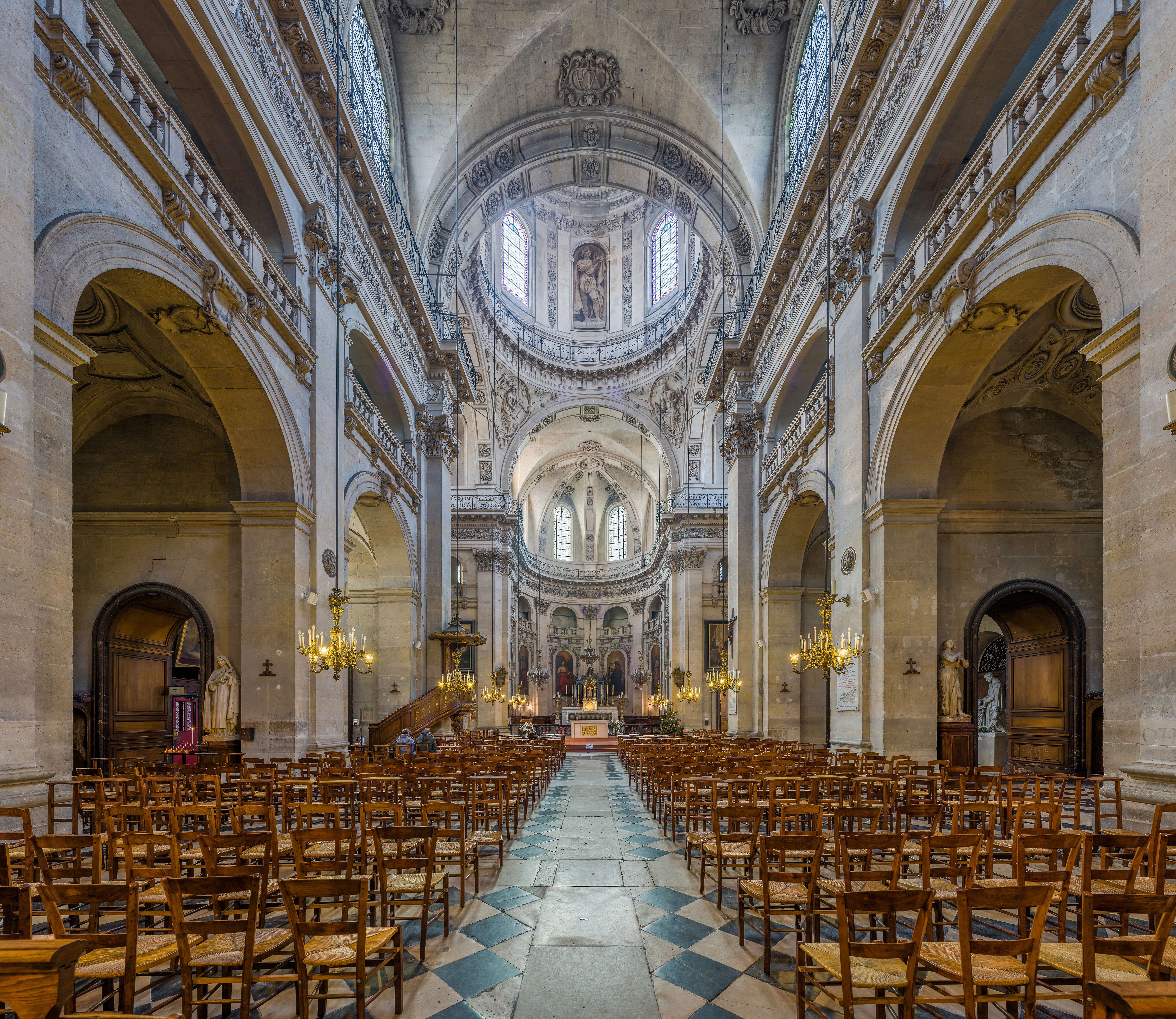
Interno

La facciata monumentale, a tre ordini con trabeazioni, colonne e statue di gusto romano, fu iniziata per ultima, nel 1633, e copre in parte l'alta cupola di 55 metri, eretta sulla crociera.
L'interno, realizzato interamente in pietra bianca, è diviso caratterizzato da una navata unica con cappelle e deambulatori laterali sormontati da matronei. All'incrocio col transetto si leva l'alta cupola, che fece da modello ad altre famose cupole parigine quali quella del Pantheon (Parigi), della Sorbona, di Val-de-Grâce e quella dell'Hôtel des Invalides.
Tra le pregevoli opere d'arte contenute, sono di particolare importanza i dipinti di Eugène Delacroix: Cristo nel Giardino degli ulivi, e di Jacques de Létin La Morte di San Luigi. Inoltre vi è custodita la virtuosa scultura della Vierge del Douleur (l'Addolorata) di Germain Pilon, commissionata da Caterina de' Medici, 1586 e le due acquasantiere donate da Victor Hugo.

### Organi a canne
Nella chiesa si trovano due organi a canne:
- l'organo maggiore è situato sulla cantoria in controfacciata, entro la cassa di uno strumento precedente risalente al XVII secolo; esso venne costruito nel 1871 dall'organaro navarro Narcisse Martin e restaurato e modificato nel 1972 da Danion-Gonzalez e nel 1999-2005 da Bernard Dargassies; a trasmissione integralmente elettrica, dispone di 40 registri su tre manuali e pedale;
- l'organo del coro, situato a pavimento al centro dell'abside, costruito da Krischer nella seconda metà del XIX secolo, è a trasmissione integralmente meccanica e dispone di 13 registri su due manuali e pedale.

## Altre immagini

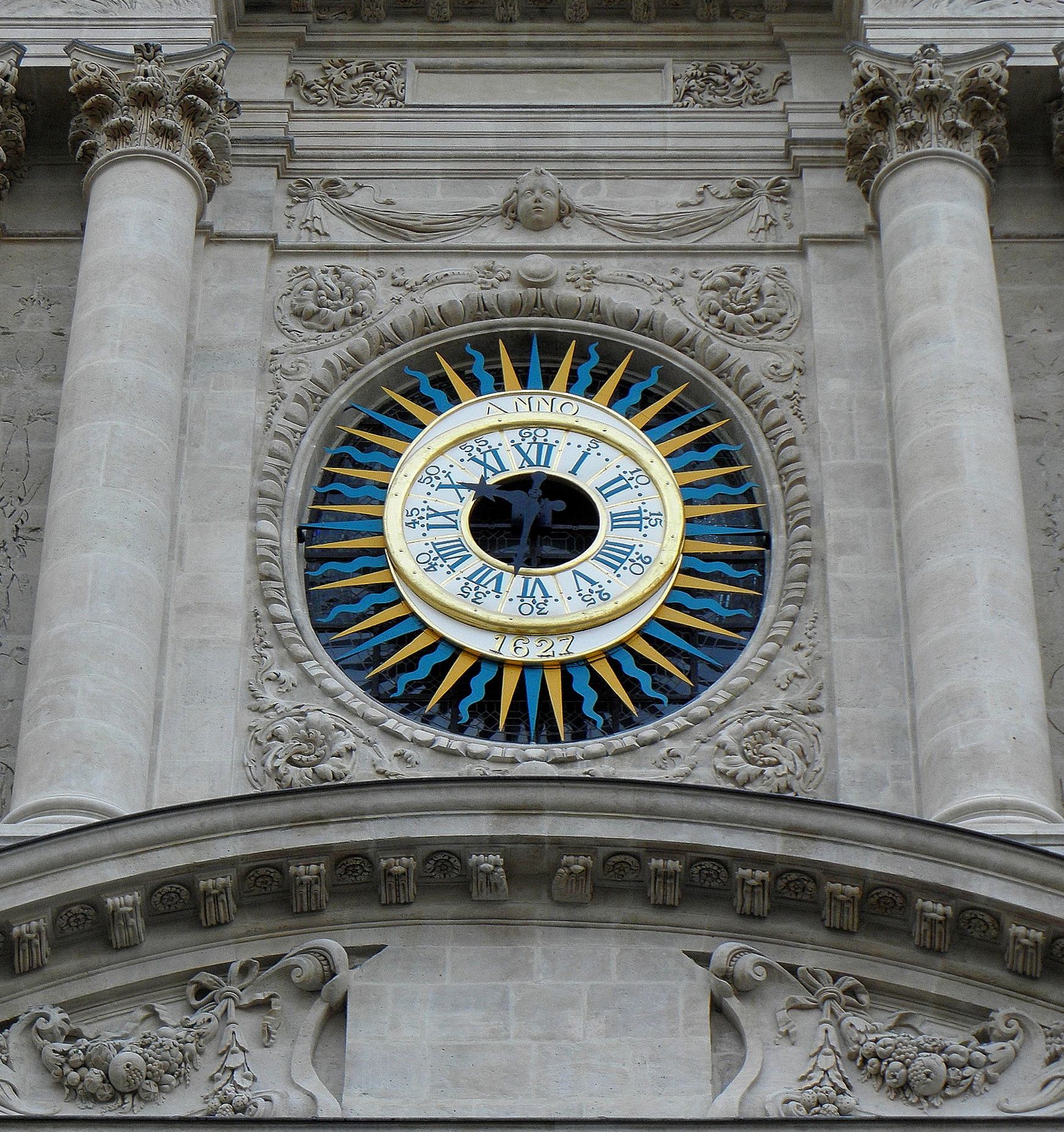
L'orologio della facciata
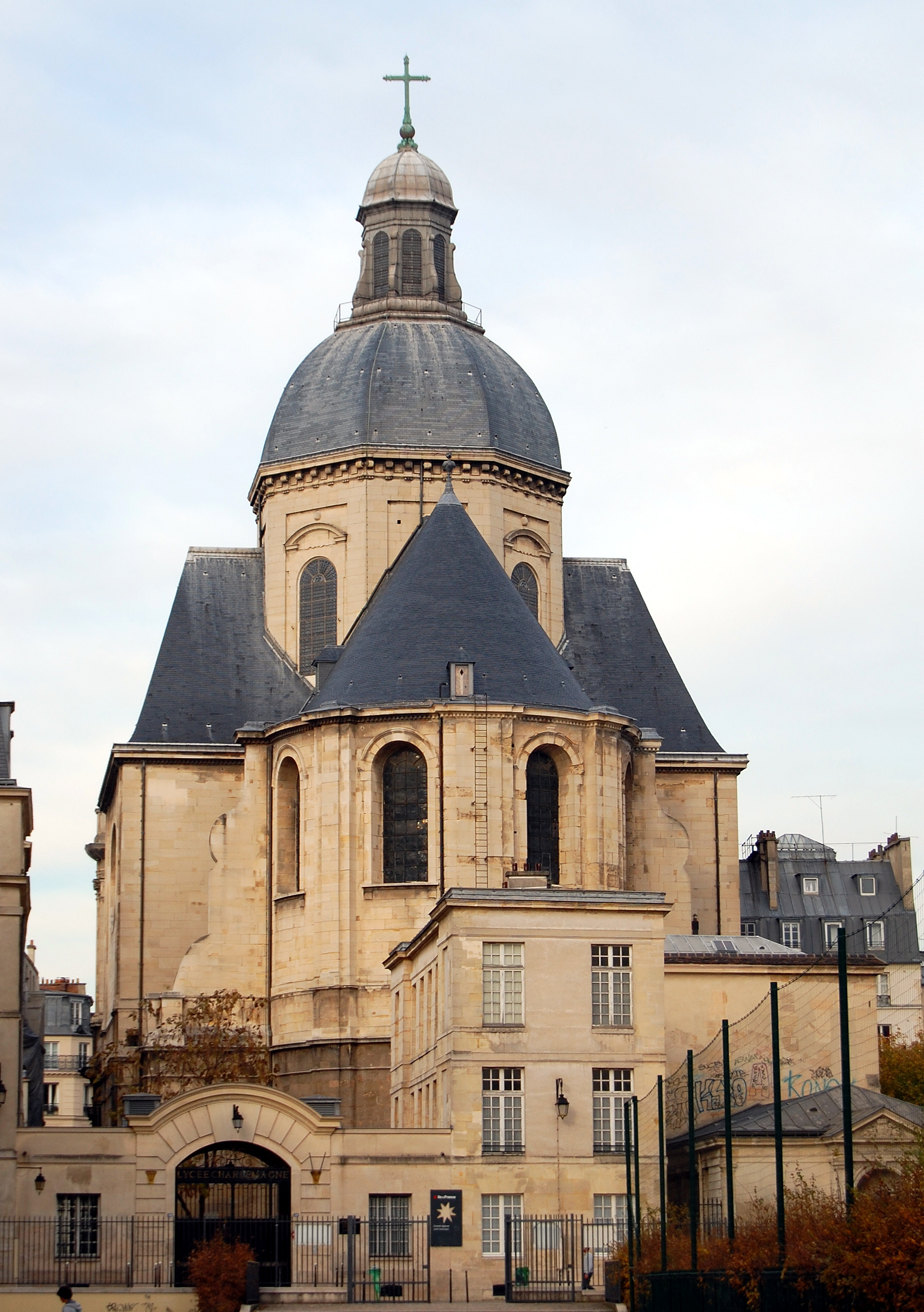
Esterno dell'abside e della cupola
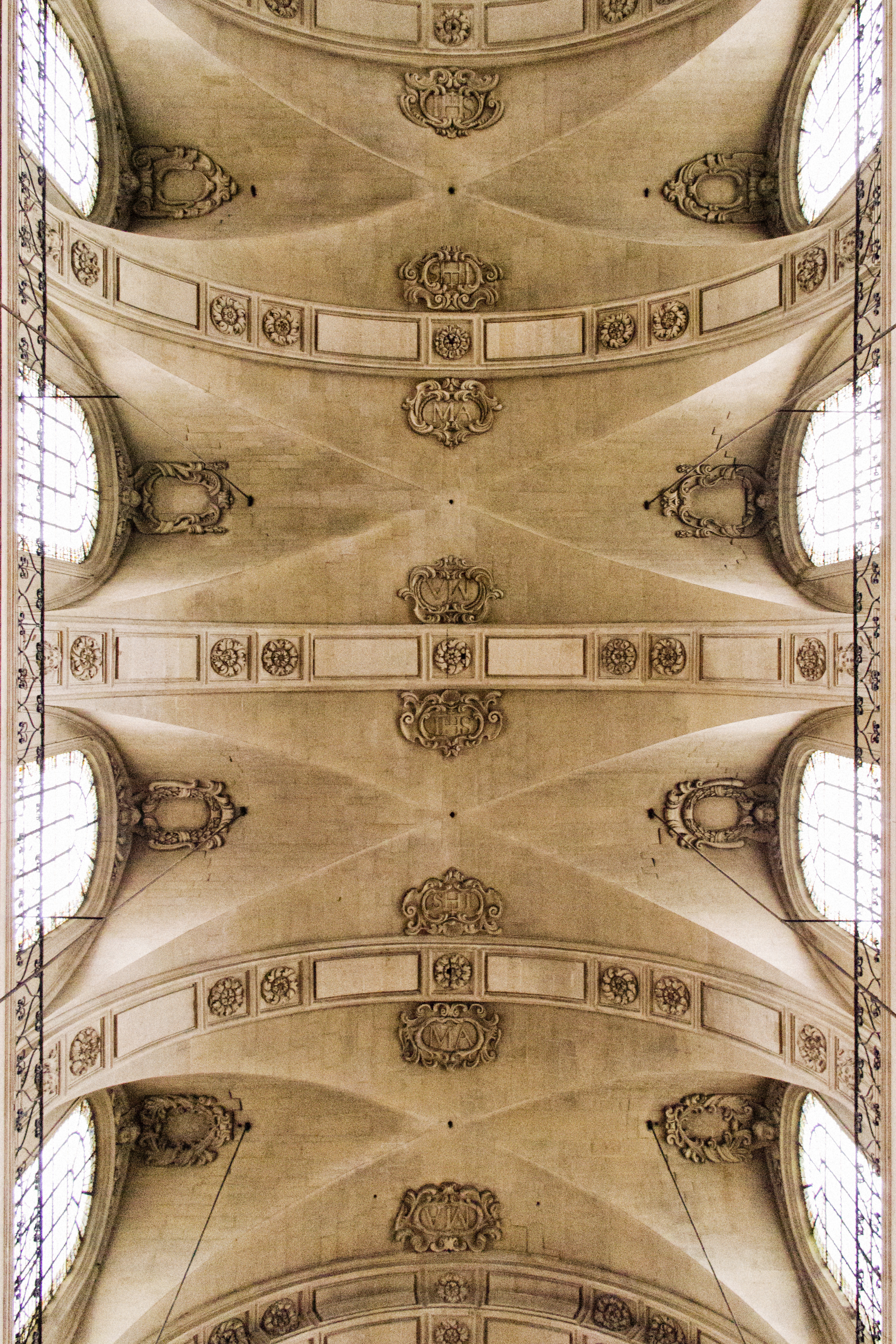
Volta della navata centrale
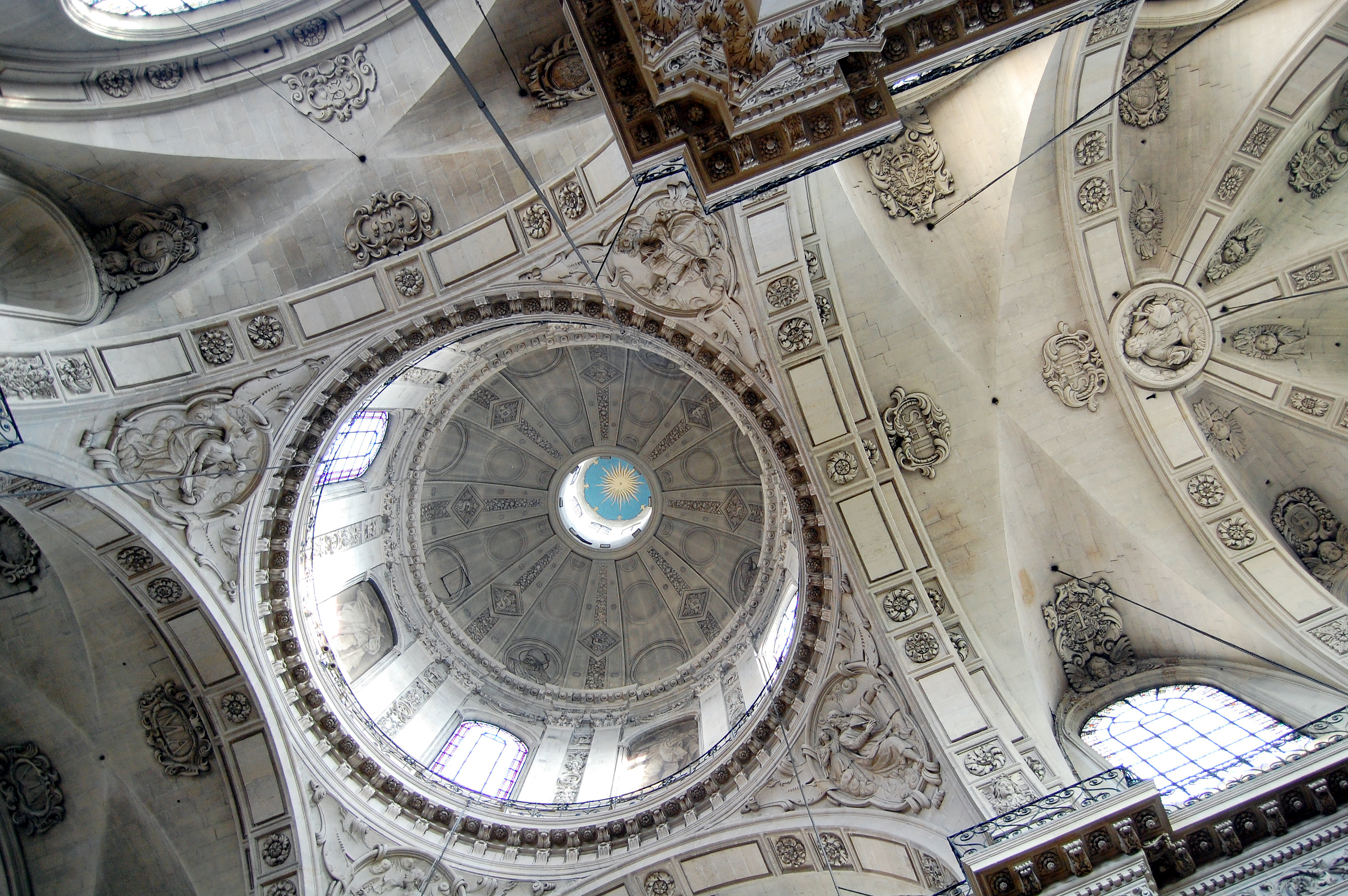
Interno della cupola
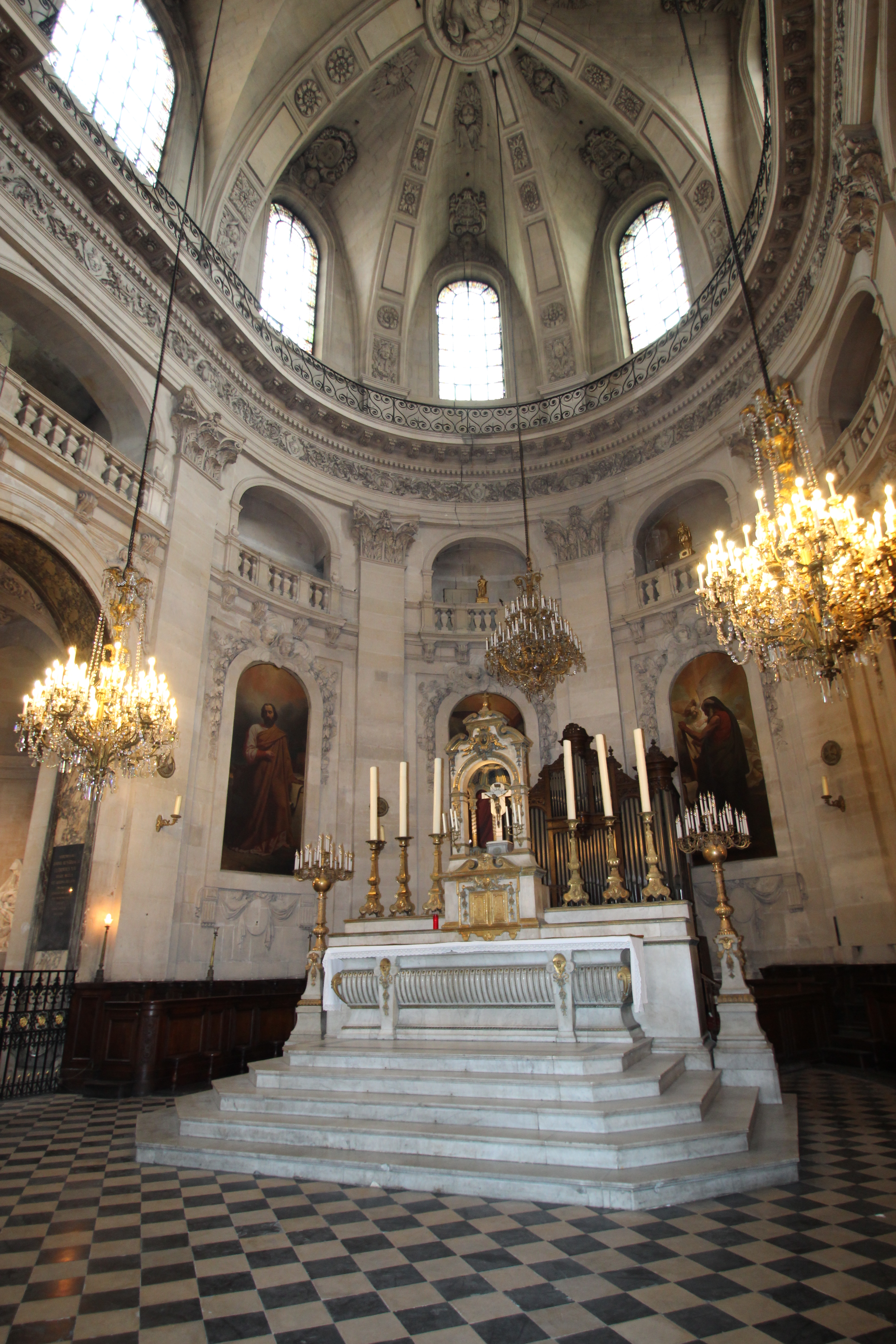
Interno dell'abside
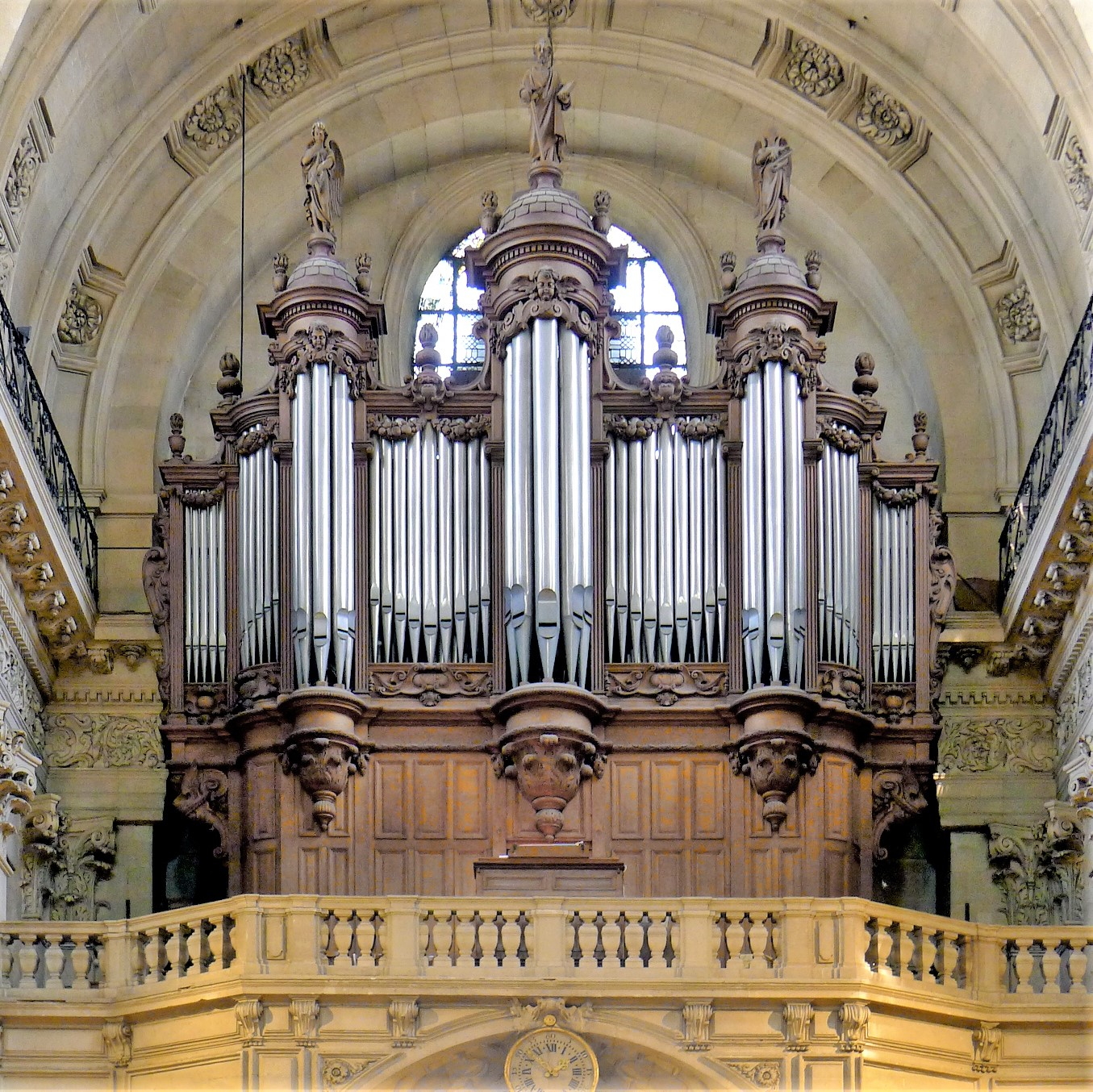
L'organo maggiore
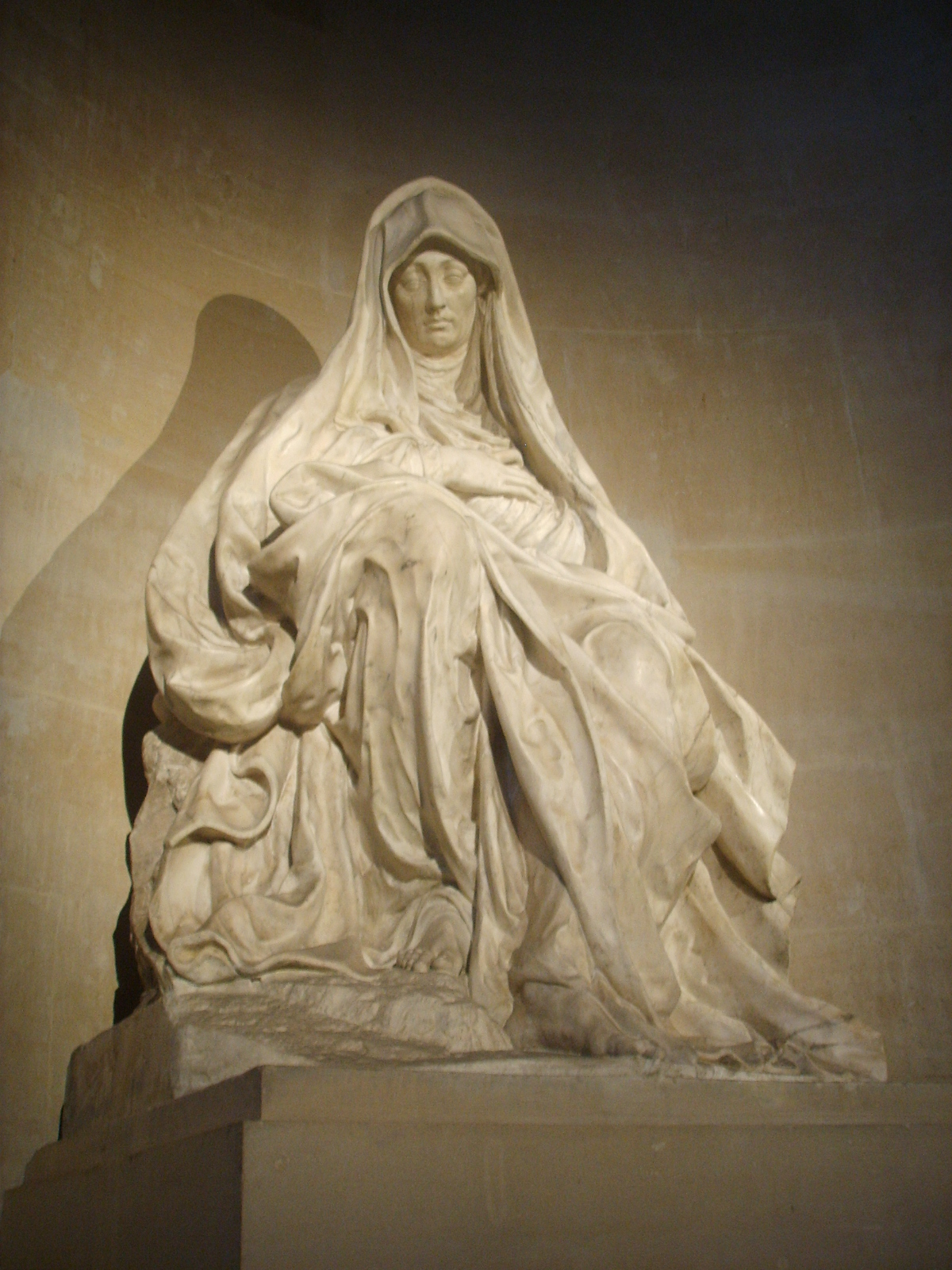
La Vierge del Douleur di Germain Pilon